# Långrälla-Borg
Långrälla-Borg är ett naturreservat i Mörbylånga kommun i Kalmar län.
Området är naturskyddat sedan 2013 och är 30 hektar stort. Reservatet ligger öster om fornborgen Gråborg och består främst av hasseldominerad skog.